# Marquesado de Bolaños
El marquesado de Bolaños  es un título nobiliario español creado por la reina regente María Cristina de Habsburgo Lorena, durante la minoría del rey Alfonso XIII, y concedido sobre un antiguo señorío de los marqueses de Villamagna a Luis María Pérez de Guzmán y Nieulant, diputado a Cortes y senador del reino, el 14 de junio de 1886 por real decreto y el 12 de julio del mismo año por real despacho.
Su denominación hace referencia a la localidad de Bolaños de Campos, en la provincia de Valladolid.

## Marqueses de Bolaños
|                           | Titular                               | Periodo                   |
| Creación por Alfonso XIII | Creación por Alfonso XIII             | Creación por Alfonso XIII |
| ------------------------- | ------------------------------------- | ------------------------- |
| I                         | Luis María Pérez de Guzmán y Nieulant | 1886-¿?                   |
| II                        | José Pérez de Guzmán y Spreca         | 1926-1959                 |
| III                       | Luis Pérez de Guzmán y Corbí          | 1960-1995                 |
| IV                        | Margarita Pérez de Guzmán y Alonso    | 1995-presente             |

## Historia de los marqueses de Bolaños
La lista de sus titulares es la que sigue:
- Luis María Pérez de Guzmán y Nieulant, I marqués de Bolaños, diputado a Cortes, senador del reino, gentilhombre de cámara con ejercicio, caballero de la Orden de Santiago y maestrante de Zaragoza.

Se casó con María Paulina Spreca Piccolomini. Fue autorizado mediante real decreto del 29 de junio de 1908 a designar como sucesor a su segundo hijo, el cual sucedió el 30 de marzo de 1926:
- José Pérez de Guzmán y Spreca (m. 1959), II marqués de Bolaños, caballero maestrante de Zaragoza y de la Orden de Malta.

Se casó con Margarita Corbí y Nieulant, dama de la Real Maestranza de Valencia. Tras fallecer en Alicante el 29 de marzo de 1959, el 7 de octubre de 1960 —previa orden del 18 de junio de ese año para que se expida carta de sucesión (BOE del día 25 del mes)— le sucedió su hijo:
- Luis Pérez de Guzmán y Corbí, III marqués de Bolaños, conde de Nieulant.

Se casó con Sta. Alonso. El 5 de septiembre de 1995 —tras solicitud publicada en el BOE del 4 de mayo y orden del 26 de junio para que se expida carta de sucesión (BOE del 17 de julio)— le sucedió su hija:
- Margarita Pérez de Guzmán y Alonso, IV marquesa de Bolaños, condesa de Nieulant.